# Saint-Ouën-des-Vallons
Saint-Ouën-des-Vallons foi uma comuna francesa na região administrativa da Pays de la Loire, no departamento de Mayenne. Estendia-se por uma área de 7,38 km². Em 2010 a comuna tinha 200 habitantes (densidade: 27,1 hab./km²).
Em 1 de janeiro de 2019, a comuna foi incorporada à nova comuna de Montsûrs.